# Голосковичі
Голоско́вичі — село в Україні, у Бродівській міській громаді Золочівського району Львівської області. Населення становить 469 осіб.
Села Голосковичі, Пониковиця, Глушин, Ковпин Ставок, Косарщина, Суходоли були підпорядковані Пониковицькій сільській раді.

## Назва
Землі на південь і південний захід від Бродів належали польському шляхтичу Петрові Сененському. Згодом він подарував їх своїй дочці Ядвізі, котра була одружена з шляхтичем Ковіцою. Так у 1515 році владна пані назвала село, котре знаходилося ближче до Бродів — Паніковіца (пані + Ковіца), а значно менше село — Глосковіци (Глос + Ковіци). У процесі вимови звук «ц» трансформувався в «ч»: Голосковичі — хоч у церковних книгах XVIII століття зустрічається назва Голосковиці.

## Географія
Село розташоване на лівому березі річки Стир, за 14 км на південний захід від центру громади та на відстані 97 км на схід від обласного центру, що проходить автомобільними шляхами — міжнародного М06 та місцевого значень. Відстань до найближчої залізничної станції Пониковиця становить 5 км.

## Історія
Раніше вважалося існування давньоруського городища, але після археологічних досліджень під керівництвом відомого українського археолога Ігоря Свєшнікова в селі було виявлено залишки пізньофеодального замчища.
В селі лишилось також урочище під назвою «Дзиґарова брама» або ж «Годинникова брама». Сама назва говорить про існування тут укріплення — «города», при якому була брама.
12 червня 2020 року, відповідно до розпорядження Кабінету Міністрів України № 718-р «Про визначення адміністративних центрів та затвердження територій територіальних громад Львівської області», село увійшло до складу Бродівської міської громади.
19 липня 2020 року, в результаті адміністративно-територіальної реформи та ліквідації Бродівського району, село увійшло до складу новоствореного Золочівського району.

## Цікаві факти
За переказами більше двох століть тому над панськими сінокосами діти-пастушки побачили образ Матері Божої, а коли прибігли до цього дивовижного місця — то помітили як із землі вирує джерело. Сьогодні біля джерела встановлено каплицю явлення Матері Божої.

## Відомі люди
- Дацюк Михайло Федорович (нар. 18 квітня 1930 - 31 березня 2018, Бориспіль) — поет-пісняр. Закінчив Бродівське педучилище, вчителював у селах Рава-Руського, Олеського і Бродівського районів Львівської області та в місті Борисполі під Києвом. Окрім віршів та текстів пісень, автор багатьох краєзнавчих та літературно-мистецьких статей, що друкувалися на шпальтах різних періодичних видань. Перша поетична збірка «Мить нашої вічності» вийшла у 2003 році.
- Дудин Андрій Степанович — старший солдат Збройних сил України, учасник російсько-української війни.
- Шуневич Богдан Іванович — український науковець, кандидат філологічних наук, доктор педагогічних наук, доцент, завідувач кафедри іноземних мов та технічного перекладу Львівського державного університету безпеки життєдіяльності.
- Шуневич Мар'ян Васильович — український естрадний співак, заслужений артист УРСР (1989), народний артист України (2010).
- Шуневич Микола Васильович — український поет, прозаїк, журналіст, краєзнавець. Член Національної Спілки журналістів України. Заступник голови, редактор радіомовлення телерадіокомпанії «Броди» (1995-2001).